# 토란속
토란속(土卵属)은 천남성과의 여러해살이풀로써 토란이 속하는 속이다. 모두 식용으로 쓰이지는 않는다.